# 塔瓦琼楠
塔瓦琼楠（學名：Beilschmiedia tawa）是紐西蘭中部地區常見的一種闊葉樹。塔瓦琼楠常是構成北島低地森林及南島東北部等森林中冠層的優勢物種，但在原生森林中則較羅漢松屬樹種如紐西蘭雞毛松、黑松（Prumnopitys taxifolia）、弥洛松（Prumnopitys ferruginea）紐西蘭陸均松矮小，僅形成這些森林內的亞冠層。獨立個體可高達30米以上，周長可達1.2米，並有順滑而深色的樹皮。毛利人稱這種樹為 tawa（音譯塔瓦）。
塔瓦琼楠在長出不起眼的小花後，便會結出長約2至3.5厘米的深紅色如李子般的果子。這些大型的果子只會引起少數體積較大的鳥類的注意，如紐西蘭鳩（Hemiphaga novaeseelandiae）及垂耳鴉（Callaeas cinereus）等。只有這些紐西蘭原生生態的鳥類才能在不破壞種子的情況下吞食這些果子，並透過消化後派出體外而達致散播種子的目的。塔瓦琼楠的冠層為附生植物提供一個良好的生存環境，而這些生境是稀有的紐西蘭條紋石龍子（Oligosoma striatum）少數已知的重要生境。
紐西蘭威靈頓北部的郊區塔瓦（Tawa）的名稱來自此樹。

## 應用
作為這個國家少數的硬木樹種，塔瓦琼楠是一種良好的木材，並能夠製成具吸引了及富彈性的木地板。由於多生長於備受保護的地區，並有嚴緊的環境保護措施保護，因此目前此樹已極少作為木材使用，僅有少數已倒塌的樹木在獲得許可後才可被砍伐。

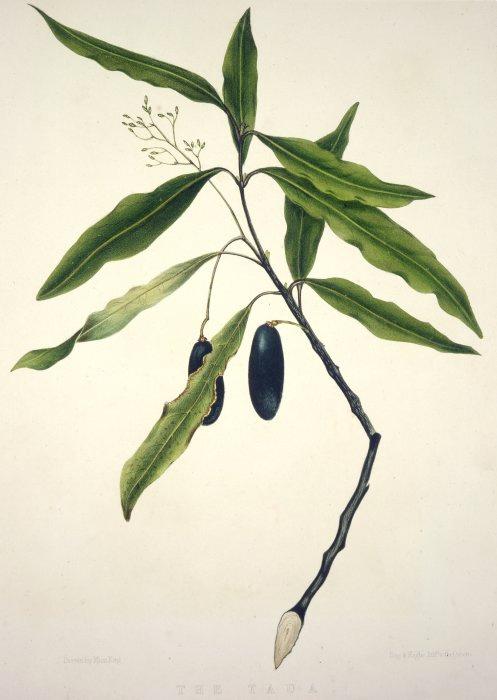
塔瓦琼楠的葉、果及花

## 保護現狀
在原生森林內廣泛存在，並未受太大的威脅，但入侵物種如欧洲马鹿等食草動物對生長緩慢的塔瓦琼楠的可延續性引起了學者的關注。

## 備註
此樹為紐西蘭特有種，一般稱作昆士蘭瓊楠（Queensland walnut）的應為Endiandra palmerstonii而非此種。

## 註解
1. ↑   (PDF).   [2012-12-31]. （原始内容存档 (PDF)于2018-12-11）.
2. ↑  . New Zealand Plant Conservation Network.   [2012-12-31]. （原始内容存档于2020-01-26）.
3. ↑  . The State of Queensland, Department of Agriculture, Fisheries and Forestry.   [2012-12-31]. （原始内容存档于2013-03-07）.